# Provinz Parma
Die Provinz Parma (italienisch Provincia di Parma) ist eine italienische Provinz der Region Emilia-Romagna. Hauptstadt ist Parma. Sie hat 454.149 Einwohner (Stand 31. Dezember 2023) in 44 Gemeinden auf einer Fläche von 3.449 km².
Die Provinz grenzt im Norden an die Lombardei, im Osten an die Provinz Reggio Emilia, im Süden an die Toskana und Ligurien und im Westen an die Provinz Piacenza.

## Größte Gemeinden
(Stand: 31. Dezember 2023)
| Gemeinde             | Einwohner |
| -------------------- | --------- |
| Parma                | 198.121   |
| Fidenza              | 27.265    |
| Salsomaggiore Terme  | 20.310    |
| Collecchio           | 14.774    |
| Noceto               | 13.306    |
| Sorbolo Mezzani      | 12.989    |
| Montechiarugolo      | 11.252    |
| Medesano             | 10.755    |
| Langhirano           | 10.889    |
| Traversetolo         | 9664      |
| Felino               | 9155      |
| Colorno              | 9080      |
| Torrile              | 7743      |
| Fontanellato         | 7097      |
| Busseto              | 6821      |
| Borgo Val di Taro    | 6748      |
| Fornovo di Taro      | 5981      |
| San Secondo Parmense | 5872      |
| Fontevivo            | 5466      |